# Ereğli (district in Konya)
Ereğli is een Turks district in de provincie Konya en telt 134.438 inwoners (2007). Het district heeft een oppervlakte van 2560,3 km². Hoofdplaats is Ereğli.
De bevolkingsontwikkeling van het district is weergegeven in onderstaande tabel.
| 1997    | 2000    | 2007    |
| ------- | ------- | ------- |
| 118.929 | 126.117 | 134.438 |